# К.А. Росетті (Бузеу)
К.А. Росетті (рум. C.A. Rosetti) — село у повіті Бузеу в Румунії. Адміністративний центр комуни К.А. Росетті.
Село розташоване на відстані 108 км на північний схід від Бухареста, 29 км на південний схід від Бузеу, 79 км на південний захід від Галаца, 139 км на південний схід від Брашова.

## Населення
За даними перепису населення 2002 року у селі проживали 1002 особи, усі — румуни. Усі жителі села рідною мовою назвали румунську.